# Mulatjera
Mulatjera (nemško Saumfad iz srednjeveško latinsko salma (sauma = tovoriti), starovisokonemško soum, angleško mule track) je za vozove preveč strma, preozka ali pregroba stara pot, po kateri so včasih tovorili blago s pomočjo mul ali konj. Svetla širina na višini tovora je bila okoli 3 metre.
Tovor je bil zavarovan na posebnih nosilih na živalih. Kolona je bila sestavljena iz ene ali več živali, ki do hodile druga za drugo. Obremenitev živali je znašala približno 120–130 kilogramov odvisno od lokalnih razmer. Pogosto je samo prvo žival vodil vodja, druge živali so bile navezane ali pa ne, za njo.
Mulatjere najdemo večinoma v gorah. Veliko zgodovinskih alpskih prelazov je bilo zasnovanih kot mulatjere z mrežo postajališč oziroma oskrbovališč, kjer so blago pretovorili na spočite živali. Kot tovorne živali so v Evropi uporabljali osle, mule in konje.
Večina mulatjer je do danes bodisi ukinjena ali so jih spremenili v običajne ceste. Dobro znan primer,je avstrijska mulatjera Felbertauernstraße, ki je že v rimskih časih povezala dolino Tauern z Felbertalom, danes cesta, 64 kilometrov dolga celoletna cestna povezava v Avstriji med Mittersillom v zvezni državi Salzburg in Matreijem na vzhodni Tirolski skozi predor Felbertauern in nato po B108 naprej v Lienz.

## Zgodovina
Prenos blaga z živalmi dokazujejo petroglifi v Carschenni, nad Thusisom v Švici in pot čez prelaz Splügenpass (italijansko  Passo dello Spluga, na višini 2115 m), od vsaj približno 1000 pr. n. št. je bil edini način za prenos blaga prek Alp v tem obdobju. Že v rimskem obdobju so se pojavile poti preko prelazov Reschenpass, Malojapass, Julier in Septimer, kot primerne poti za prenašanje tovora preko Alp.
Po upadu trgovine v času preseljevanja ljudstev, so v srednjem veku ustanavljali tovorne družbe, kot tudi zadruge, ki so med  drugim spremljale kneze na njihovih potovanjih. Imeli so tudi svoj pravni red.
Sprva je svoje blago na konju spremljal lastnik, proti koncu srednjega veka pa prevoznik, ki je dostavil blago neposredno prejemniku.
Tudi v srednjem veku so imeli konvoji mul tovorne dokumente kot nekakšno tranzitno pismo, imenovano Pollitte.
Razvoj tovorništva v 15. in 16. stoletju je povzročil v 17. stoletju nastanek poštnih uradov in vedno bolje vzdrževane ceste. V Alpah je tovorništvo izgubilo svoj gospodarski pomen s širjenjem številnih prelazov s cestami za vozove; Simplon 1806, Splügen 1822, Gotthard 1830. Z izgradnjo Gotthardske železnice leta 1882 je tovorništvo popolnoma zamrlo. 
Danes se mulatjere, kjer so še ohranjene, uporabljajo kot planinske poti.

## Mulatjere v Sloveniji
Večina mulatjer v Sloveniji je nastala v času prve svetovne vojne, ko je tukaj potekala soška fronta. To si bile vojaške poti, zgrajene z namenom oskrbe bojnih položajev na bojni liniji. Poti so bile utrjene s podpornimi konstrukcijami, pogosto so bili, zaradi večje varnosti, izkopani tudi predori.